# 4a-hidroksitetrahidrobiopterinska dehidrataza
4a-hidroksitetrahidrobiopterinska dehidrataza (EC 4.2.1.96, 4alfa-hidroksi-tetrahidropterinska dehidrataza, pterin-4alfa-karbinolamin dehidrataza, 4a-hidroksitetrahidrobiopterinska hidrolijaza) je enzim sa sistematskim imenom (6R)-6-(L-eritro-1,2-dihidroksipropil)-5,6,7,8-tetrahidro-4a-hidroksipterin hidrolijaza (formira (6R)-6-(L-eritro-1,2-dihidroksipropil)-7,8-dihidro-6H-pterin). Ovaj enzim katalizuje sledeću hemijsku reakciju
(6)-6-(-eritro-1,2-dihidroksipropil)-5,6,7,8-tetrahidro-4a-hidroksipterin {\displaystyle \rightleftharpoons } (6R)-6-(L-eritro-1,2-dihidroksipropil)-7,8-dihidro-6H-pterin + H2O
Ovaj enzim katalizuje dehidraciju 4a-hidroksitetrahidrobiopterina.

## Literatura
- Nicholas C. Price; Lewis Stevens (1999). Fundamentals of Enzymology: The Cell and Molecular Biology of Catalytic Proteins (Third изд.). USA: Oxford University Press. ISBN 019850229X.
- Eric J. Toone (2006). Advances in Enzymology and Related Areas of Molecular Biology, Protein Evolution (Volume 75 изд.). Wiley-Interscience. ISBN 0471205036.
- Branden C; Tooze J. Introduction to Protein Structure. New York, NY: Garland Publishing. ISBN 0-8153-2305-0.
- Irwin H. Segel. Enzyme Kinetics: Behavior and Analysis of Rapid Equilibrium and Steady-State Enzyme Systems (Book 44 изд.). Wiley Classics Library. ISBN 0471303097.
- William P. Jencks (1987). Catalysis in Chemistry and Enzymology. Dover Publications. ISBN 0486654605.

## Spoljašnje veze
- 4a-hydroxytetrahydrobiopterin+dehydratase на 